# Бронзовый и железный век на территории Азербайджана
На нынешней территории Азербайджана бронзовый век начался во второй половине 4-го тысячелетия до н. э. и закончился во второй половине 2-го тысячелетия до н. э., в то время как железный век начался приблизительно в VII—VI веках до н. э. Бронзовый век условно делится на ранний бронзовый век, средний бронзовый век и поздний бронзовый век. Бронзовый век был исследован в Нахичевани, Гяндже, Дашкесане, Мингечевире, Гобустане, Газах и Карабахе.

## Первые раскопки
В 1890 году Жак де Морган провел исследования в горных районах Талыша близ Ленкорани, выявив более 230 погребений, относящихся к позднему бронзовому и раннему железному векам. В 1894—1903 годах в результате археологических раскопок под руководством Э. Реслера на территории Карабаха и Гянджи были обнаружены материальные образцы эпохи бронзы. Отчёты Реслера о его находках регулярно публиковались в Журнале этнологии и переговоров Берлинского общества антропологии, этнологии и первобытной истории, а также Известиях Императорской Археологической комиссии. В 1930—1941 годах Дж. Гуммель проводил раскопки в районе Гейгеля (именовавшийся Еленендорф в советское время) и Карабаха. Были выявлены курганы эпохи поздней бронзы.
В 2012—2013 годах в результате совместной французско-азербайджанской археологической экспедиции (под названием Набиалла) был исследован некрополь и погребальные традиции, относящиеся к бронзово-железному веку в Ленкорани (Лерикский район).

## Ранняя бронза
В эпоху ранней бронзы, охватывающей период с 3500 по 2500 лет до нашей эры, были введены такие изменения, как новшества в области архитектуры и металлургии, гончарного дела, появление новых типов заселения и погребальных обрядов. Этот период характеризуется Кура-Араксской культурой, которая распространилась по всей территории современного Азербайджана, Транскавказии, северо-восточной части Ирана, Восточной Анатолии, Дагестана, Северного Кавказа, Сирии, Палестины и др. Памятники материальной культуры, найденные на этих землях свидетельствует об увеличении численности населения. Поселения строились на горных склонах, насыпях, а также вдоль рек. Стали выделяться такие приоритеты, как имущество, социальное неравенство, племена и взаимосвязь между ними, что привело к переселению людей в различные места. Отделение земледелия от скотоводства, замена мотыжного земледелия плужным, а также заметный прогресс в области скотоводства привели к тому, что роль мужчин в обществе возросла и таким образом, патриархат заменил матриархальную систему. Эпоха ранней бронзы была изучена в Кюльтепе I (второй слой), Кюльтепе (нижний слой) в Нахичевани, Баба Дервиш в Газахском районе, Ментеш-тепе в Товузском районе, а также в Мингячевире и Гобустане.
Памятники материальной культуры эпохи ранней бронзы были обнаружены по большей части во время исследования территории вдоль Арпачай в 2006—2013 годах, проведенного В. Бахшалиевым, В. Алиевым, Р. Гёюшевым, К. Морро, С. Ашуровым. На территории Овчулартепеси в долине реки Арпачай были выявлены полированная посуда; образцы керамики; различные предметы, изготовленные из бронзы и кости, относящиеся к Кура-Араксской культуре.
Печи, глиняные горшки и орудия, относящиеся к Кура-Аракcской культуре, были обнаружены археологом А. Алекперовым в первом слое Шортепе в 1936 году. В 1986-87 годах здесь были обнаружены частицы посуды цилиндрической, конической, биконической, чашеобразной форм раннего бронзового века.
Остатки строительных материалов, бронзовая брошь и образцы керамики, относящиеся к раннему бронзовому веку, были найдены археологом С. Ашуровым на стоянке Ашаги Дашарх, расположенной в Шаруре в 2001 году.
В 1969 году в селе Дизе, расположенном в долине реки Арпачай, были обнаружены два захоронения этого периода. Стены овальных погребений были сложены из речных камней и укреплены глиной, а полы обработаны глиняным раствором.
Религиозные храмы, молитвенные дома были обнаружены в Серкер-Тепе (Хачмаз), Баба-Дервиш (Газах), Кюльтепе (Нахичевань).
Большинство захоронений этого периода были найдены за пределами поселений. В эпоху ранней бронзы могилы были покрыты курганами. Появились новые типы погребальных церемоний и коллективные захоронения. В простых песчаных погребениях, обнаруженных в Мингячевире, труп был похоронен в согнутом положении в разных направлениях с глиняным горшком, помещенным рядом с головой. В Хошбулаге (Дашкесан) были найдены каменные курганные погребения, где тела хоронили по одному на спине, согнувшись от суставов, головами в направлении Запада. В погребениях этого типа в основном находили черные кувшины с тремя ручками и украшения из золота, бронзы или серебра.
В IV периоде Ментеш-Тепе (Товузский район), относящемся к раннему бронзовому веку и связанному с ранними Курганской и Кура-Араксской культурами, были выявлены два курганных погребения под курганами СТ.4 и СТ. 54.
Для данного поселения также были характерны индивидуальные погребальные ямы. Согласно многочисленным анализам 14С, отдельные погребения или ямы и очаги, найденные во 2-й части IV периода Ментештепе, относятся к периоду между ок. 2800 и 2400 до н. э.

## Средняя бронза
Средний бронзовый век сменил ранний бронзовый век в конце третьего тысячелетия до н. э. и продолжался до начала второго тысячелетия до н. э. Средний бронзовый век характеризуется культурой «расписной глиняной посуды», или «расписной керамики».
В этот период были созданы значительно более крупные поселения, началось усиление социального и имущественного неравенства среди населения, более устойчивые взаимоотношения между племенами привели к возникновению отдельных этнокультурных общностей. Овальные поселения предыдущих периодов были заменены домами с несколькими комнатами. Кроме того, на горных территориях в качестве укрепленных поселений были построены циклопические сооружения, построенные из огромных частей скал для защиты владений племенных союзов. Находки в Узерликтепе, Агдаме (остатки виноградной грозди) и Нахичевани (каменные орудия для дробления винограда) свидетельствуют о возникновении в этот период виноградарства и виноделия. В результате второго разделения труда в эпоху средней бронзы, ремесло отделилось от других производственных областей.
Культура расписной керамики впервые была выявлена во время земельных работ в Кизыл-Ванке в 1895 году. Узоры полихромной керамики имели общие черты с поселениями Хафтаван-Тепе и Геой-Тепе вокруг озера Урмия. Остатки этого периода чаще всего находили в Нахичевани (Кюльтепе II, Чалхангала), Гобустане (Бёюк-Даш), Агдаме (Узерликтепе), Карабахе (Гаракопактепе), Газахе (Дашсалахлы). В эпоху средней бронзы возникли первые городские центры, был основан город Нахичевань.
А. Миллер обнаружил остатки расписной керамики на кладбище в Кизыл-Ванк (Нахичевань) в 1926 году.
В курганах, датируемых XVIII—XVII веками, было найдено 16 наконечников копий и 17 наконечников стрел. Эти копья были найдены в Дашсалахлы (Газах), Хачбулаг (Дашкесан), Ханкенди (Карабах), Чалхангалы (Нахичевань). Три из них были изготовлены из мышьяковой меди, восемь — из оловянной бронзы, две — из мышьяковой бронзы, две — из свинцовой бронзы. Наконечники стрел были найдены в Дашсалахлы (Газах), Кызылбурун (Нахичевань), Кюльтепе II, Беюк Гышлаг (Товуз). Четыре из них были изготовлены из бронзы, 1 — из мышьяково-оловянной бронзы, 2 — из меди, 1 — из медно-свинцового сплава. Согласно результатам исследований. большинство наконечников стрел и копий были сплавлены из сырых материалов местного происхождения с добавлением импортного олова.
В III слою Кюльтепе I были обнаружены остатки четырехгранных домов, монохромные и полихромные глиняные горшки и каменные орудия труда. [9]
В некрополе Дизе, обнаруженном в 2008 году, были найдены кувшин и режущий инструмент из кремния. В результате Шарурской археологической экспедиции было исследовано три кургана, могильные памятники и фрагменты расписной посуды.

## Поздняя бронза — Железный век
На территории современного Азербайджана поздний бронзовый век и Железный век охватывали 15-е и 7-е (16-8 вв.) века. Поздний бронзовый век характеризуется Ходжалы-Гедабекской, Нахичеванской и Талыш-Муганской археологическими культурами. Курганы, относящиеся к периоду поздней бронзы-раннего железа и обнаруженные в Нахичеванской, Карабахской, Ленкоранской, Гянджа-Газасхкой и Шеки-Загатальской областях, были всесторонне изучены О. Хабибуллаевым, С. Ашуровым, В. Х. Алиевым, О. Белли, В. Севин, В. Керимовым. В период поздней бронзы и раннего железного века наблюдалось увеличение населения, сооружались постоянные и временные укрепления. Большая часть циклопических сооружений встречается в Малокавказском регионе (Дашлытепе, Нагарадаг, Чобандашы, Пир Галачасы, Каратепе). Драгоценные предметы из бронзы, обнаруженные в могилах, указывают на то, что к этому периоду уже существовала военная элита. Одомашнивание лошадей и развитие животноводства породили сезонную миграцию. Найденные в ходе исследований лошадиные кости свидетельствуют о том, что лошадь играла важную роль в обществе и ей поклонялись. Применялись коллективные и индивидуальные захоронения. Погребения в основном характеризовались курганами, простыми песчаными могилами и каменными ящиками, окруженными кромлехами (в Гобустанской, Карабахской, Нахичеванской, Талышской областях). Людей хоронили в согнутом виде, на левом или правом боку или на спине, однако были найдены трупы, погребенные в сидячем виде.
Остатки Талыш-Муганской культуры впервые были обнаружены Исааком Джафарзаде в Узун-Тепе в Джалилабаде. Здесь были найдены такие предметы, как оружие из бронзы и железа, плоские кинжалы с геометрическими узорами.
Серо-черные керамические фрагменты, датируемые концом второго тысячелетия и началом первого тысячелетия до нашей эры, были найдены в Карабахлар Говургаласы (Нахичевань).
Во время археологических раскопок Эмилем Реслером в могильном ящике из камня в Ходжалы был обнаружен ряд предметов: скелет пожилого человека, бронзовая фигурка птицы, нож, 2 кольца, золотая бусина, а также бусина из агата. На бусине, изготовленной из агата было упомянуто имя ассирийского правителя Ададнирари. Это, в свою очередь, свидетельствовало об установлении культурных и экономических связей с другими странами.
Чертежи кораблей с изображениями гобустанских скал, свидетельствовали о существовании в этот период морских торговых связей со странами Передней Азии и Ближнего Востока.
Некрополь с золотыми и бронзовыми украшениями, остатки керамической посуды эпохи поздней бронзы, относящиеся к Ходжалы-Гедабекской культуре, были раскопаны археологами в 2018 году в Гянджа-Газахском районе.

## «Гончие и шакалы»
В 2018 году в Национальном парке в Гобустане археологом Уолтером Кристом из Американского музея естественной истории была обнаружена настольная игра бронзового века (4000 лет до н. э.) под названием «Гончие и шакалы „или“ 58 лунок». Было выявлено, что игра имела популярность в Египте, Месопотамии и Анатолии и была идентифицирована в гробнице древнеегипетского фараона Аменемхета IV.